# Луций Квинкций Цинциннат Младший
Луций Квинкций Цинциннат (лат. Lucius Quinctius Cincinnatus) — римский политик и военачальник, военный трибун с консульской властью в 438, 425 и 420 до н. э., начальник конницы в 437 до н. э.
Сын Луция Квинкция Цинцинната, брат Цезона Квинкция и Тита Квинкция Пунийца. В 438 до н. э. в первый раз был военным трибуном, вместе с Мамерком Эмилием и Луцием Юлием. В тот год фиденаты отпали от Рима и присоединились к Вейям, а римские послы были убиты Ларсом Толумнием. В следующем году Мамерк Эмилий был назначен диктатором, а Цинциннат стал у него начальником конницы. В битве при Фиденах Цинциннат командовал центром римской армии.
В 425 до н. э. вторично был военным трибуном, вместе с Авлом Семпронием Атратином, Луцием Фурием Медуллином и Луцием Горацием Барбатом. С вейентами было заключено перемирие на 20 лет, а с эквами — на три года.
В 420 до н. э. в третий раз был избран военным трибуном. Выборы состоялись после долгих проволочек, его коллегами снова были Луций Фурий Медуллин и Авл Семпроний Атратин, а также Марк Манлий Вульсон. Год прошел в раздорах с плебейскими трибунами, так как квесторы были избраны только из числа патрициев, а плебейские кандидатуры забаллотировали.